# Villa Eloísa
Villa Eloísa is een plaats in het Argentijnse bestuurlijke gebied Iriondo in de provincie Santa Fe. De plaats telt 3.312 inwoners.